# 留福镇
留福集镇，是中华人民共和国河南省周口市沈丘县下辖的一个乡镇级行政单位。

## 行政区划
留福集镇下辖以下地区：
小陈营村、留福村、元路口村、岳庄村、武营村、黄营村、老官庄村、代营村、姜营村、郭六村、韩大庄村、李小庄村、李大庄村、化庄村、菜洼村、曹桥村、于古洞村、夏老家村、李寨村、新寨村、老寨村和皮营村。